# Baileya meridianalis
Baileya meridianalis är en fjärilsart som beskrevs av Paul Dognin 1914. Baileya meridianalis ingår i släktet Baileya och familjen trågspinnare. Inga underarter finns listade i Catalogue of Life.